# 숲속 배달부 빙빙

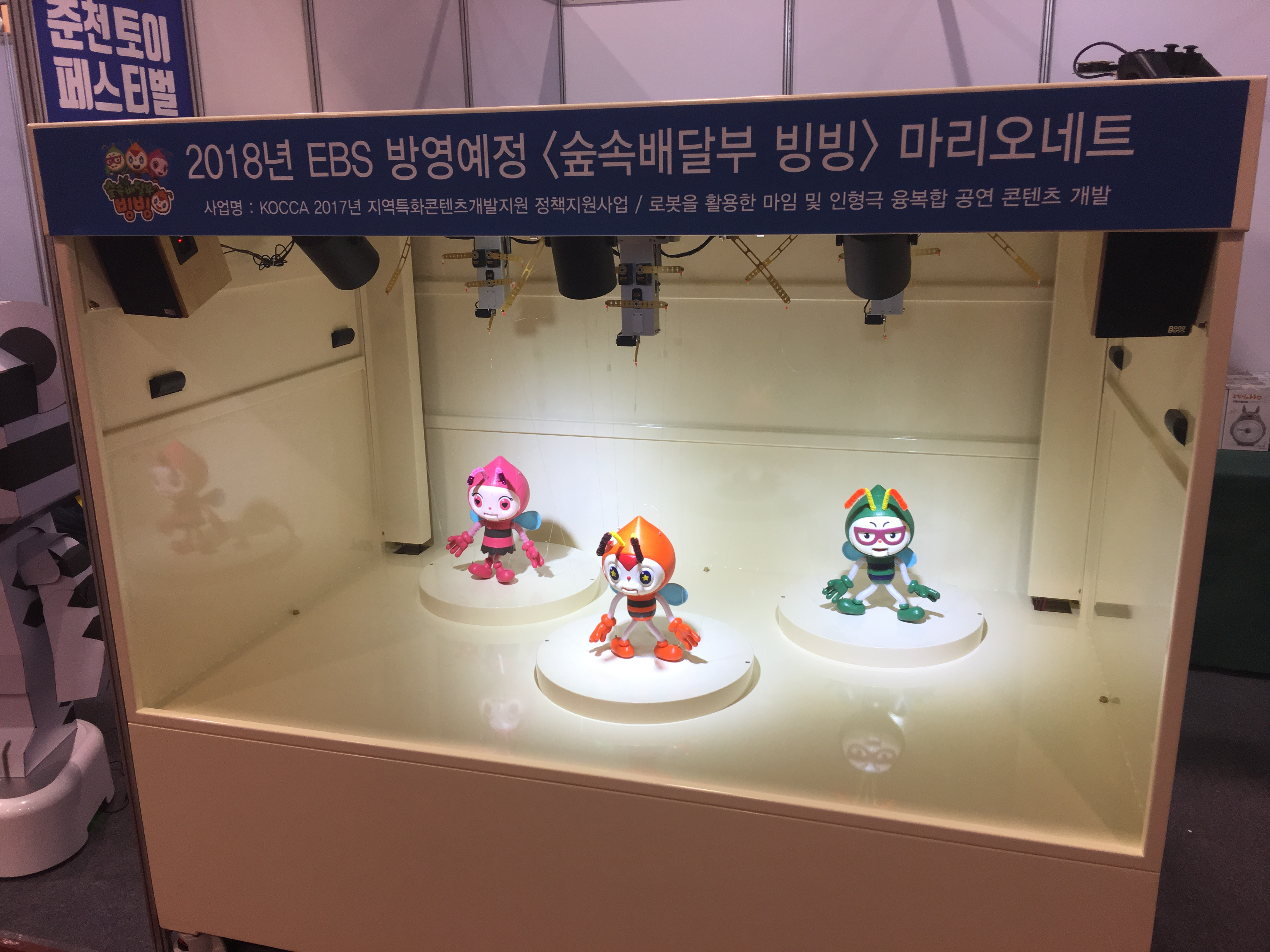
정식 방영 이전 제작된 주인공 3명의 스마트 토이. 2017년 당시 본작은 2018년에 방송될 예정이었다.

《숲속 배달부 빙빙》은 대한민국의 애니메이션으로 2021년 3월 29일부터 6월 22일까지 EBS 1TV에서 매주 월~화요일에 방영했다.

## 줄거리
꿀벌 배달부 삼총사 빙빙, 아밍, 칭칭의 기상천외한 택배 배달 이야기!

## 방송 일시
| 방송 채널 | 방송일                     | 방송 시간                     |
| --------- | -------------------------- | ----------------------------- |
| EBS 1TV   | 2021년 3월 29일 ~ 6월 22일 | 월~화요일 오전 7시 45분 ~ 8시 |
| EBS 1TV   | 2021년 4월 4일 ~ 6월 27일  | 일요일 오전 10시 ~ 10시 30분  |

## 등장 인물
- 빙빙
- 아밍
- 칭칭
- 달통 할아버지
- 아이링 여왕
- 박시

## 목소리 출연
- 여민정: 빙빙
- 김은아: 아밍
- 심규혁: 칭칭
- 전태열: 달통 할아버지
- 김아롱: 명주잠자리 애벌레
- 이보용: 아이링, 박시
- 이상준: 집게벌레

## 제작진
- 제작지원: 방송통신위원회, 방송통신발전기금
- 책임프로듀서: 안소진
- 프로듀서: 최미란
- 애니메이션 제작
  - 기획: 김흥성, 문덕화
  - 기획 프로듀서: 하지희, 이원민
  - 제작 프로듀서: 최지현, 조홍준, 이은숙
  - 기획 감독: 백종석
  - 제작 감독: 김형선
  - 원작: ㈜넥스토리
  - 프로덕션 관리 : 정재섭, 김수경
  - 프리 프로듀서: 김훈, 김정선, 윤상우
  - 스토리 에디터: 김은채
  - 시나리오: 김근영, 김상화, 박지연, 장혜린
  - 보조작가: 이밝음
  - 기술 감독: 오건
  - 미술 감독: 허용국
  - 미술 진행: 심소현
  - 메인 캐릭터 디자인: 백종석
  - 프로그램 제작 관리: 정재섭
  - 서브 캐릭터/소품 디자인: 허용국, 황의진, 황성원
  - 배경/색채 디자인: 황의진, 김유진, 윤해란, 김병기
  - 스토리보드: ㈜넥스토리 고세윤, 박생기, 최현명, 최지훈, 김진우, 이기석
  - 콘텐츠 제작 관리: ㈜넥스토리 김수인, 이상원, 김용진, 이용섭, 송은주, 이경식
  - 콘텐츠 사업 관리: 광개토 조광연, 강한빛, 이세호, 신창섭, 장은지, 김종상, 이원우
  - 애니메틱: ㈜넥스토리 장재운
  - 제작진행: 장대한
  - 3D 감독: 오건
  - 모델러: 오건, 강승수, 홍율하, 위양, 양해터, 이가, 서정을, 주멍, 진양
  - 리깅: 오건, 양해터, 이국경, 황금케, 허빈, 맹경동
  - 애니메이터: 한지, 조봉레, 장성양, 장크, 곽가기, 유덕만, 도수, 상가명, 원설병
  - 라이팅/이펙트/합성: 오건, 조욱, 주가별, 위영러, 손봉잉, 장춘리, 고옌룡, 노패봉, 녜수왕
  - 번역 감수: 이주희
  - 아트 디자인: 원재흠
  - 특별감독: 최윤정, 이민경
  - 영상 편집: 민경호, 김남수
  - 기술지원: 강승수
  - 제작협조: 정윤정, 홍준성, 최수린
  - 곤충자문: 성기수
- 종합 제작
  - 음악: 김정아(사운즈쿨)
  - 오프닝 작곡: 윤주현, 김정아
  - 노래: 이정은, 설가은, 이윤슬
  - BGM: 김태진, 최창국, 김정아
  - 음향효과: DOOROO
  - 녹음/믹싱: 김학주
  - 음향 /기술 감독: 정민희
  - 연출: 전경진
- 하드웨어 제작: 휴렛 팩커드, 델, 인텔
- 소프트웨어 제작: 오토데스크, 어도비, 아비드 테크놀로지, 카오스
- 만든 도구: 마야, 포토샵, 프리미어 프로, 애프터 이펙트, 프로 툴스, 미디어 컴포저, V-레이
- 기획: EBS
- 제작: EBS/(주)캠비/(재)강원정보문화진흥원

## 방영 목록
| 회차       | 방송 일자       | 제목                |
| ---------- | --------------- | ------------------- |
| 1화        | 2021년 3월 29일 | 나를 찾아봐         |
| 2화        | 2021년 3월 30일 | 우리가 왜?          |
| 3화        | 2021년 4월 5일  | 길을 찾아줄게       |
| 4화        | 2021년 4월 6일  | 택배를 찾아라!      |
| 5화        | 2021년 4월 12일 | 씨름 한 판          |
| 6화        | 2021년 4월 13일 | 고장 난 빨대        |
| 7화        | 2021년 4월 19일 | 바큇자국의 주인     |
| 8화        | 2021년 4월 20일 | 넌 누구야?          |
| 9화        | 2021년 4월 26일 | 한 번만 뀌어 봐!    |
| 10화       | 2021년 4월 27일 | 택배 반품           |
| 11화       | 2021년 5월 3일  | 반짝이 신호         |
| 12화       | 2021년 5월 4일  | 배달 사고           |
| 13화       | 2021년 5월 10일 | 괴물 물장군         |
| 14화       | 2021년 5월 11일 | 불빛을 조심해!      |
| 15화       | 2021년 5월 17일 | 나만의 왕국         |
| 16화       | 2021년 5월 18일 | 깨우지 마, 무당벌레 |
| 17화       | 2021년 5월 24일 | 범인을 잡아라!      |
| 18화       | 2021년 5월 25일 | 작은 날개 빙빙      |
| 19화       | 2021년 5월 31일 | 먹보의 등장         |
| 20화       | 2021년 6월 1일  | 궁금해, 궁금해!     |
| 21화       | 2021년 6월 7일  | 긴급 택배           |
| 22화       | 2021년 6월 8일  | 거미의 체조         |
| 23화       | 2021년 6월 14일 | 땅속의 소동         |
| 24화       | 2021년 6월 15일 | 까다로운 주문       |
| 25화       | 2021년 6월 21일 | 위험한 택배         |
| 최종화(26) | 2021년 6월 22일 | 택배가 왔다!        |